# Chloroclystis discisuffusa
Chloroclystis discisuffusa är en fjärilsart som beskrevs av Holloway 1976. Chloroclystis discisuffusa ingår i släktet Chloroclystis och familjen mätare. Inga underarter finns listade i Catalogue of Life.